# Kayo Santos
Kayo Fabricio Silva dos Santos (5 de enero de 2002) es un deportista brasileño que compite en judo. Ganó una medalla de bronce en los Juegos Panamericanos de 2023, en la categoría de –100 kg.

## Palmarés internacional
| Juegos Panamericanos | Juegos Panamericanos | Juegos Panamericanos | Juegos Panamericanos |
| Año                  | Lugar                | Medalla              | Categoría            |
| -------------------- | -------------------- | -------------------- | -------------------- |
| 2023                 | Santiago (Chile)     | Medalla de bronce    | –100 kg              |